# Copris propinquus
Copris propinquus är en skalbaggsart som beskrevs av Felsche 1910. Copris propinquus ingår i släktet Copris och familjen bladhorningar. Inga underarter finns listade i Catalogue of Life.